# Грифон (спецподразделение)
«Грифон» — специальное подразделение судебной милиции МВД Украины, в задачу которого входит обеспечение безопасности работников суда, которые принимают участие в слушаниях по резонансным делам, членов их семей и близких родственников, а также участников процесса. С целью выполнения своих функций, подразделения «Грифон» имеют право проводить оперативные мероприятия с целью выявления потенциальных угроз судьям и участникам процесса.

## Задачи
- обеспечивают поддержание порядка в суде, прекращение проявлений неуважения к суду, а также охрану помещений суда, выполнения функций относительно государственной защиты судей, работников суда, обеспечения безопасности участников судебного процесса;
- обеспечивают меры безопасности при рассмотрении судебных дел во всех инстанциях, работников правоохранительных органов, других органов, которые осуществляют правоприменимые или правоохранительные функции, членов их семей и близких родственников;
- предпринимают необходимые меры для обеспечения безопасности судьи, членов его семьи, сохранения их имущества, если от судьи поступит соответствующее заявление;
- предпринимают необходимые меры для обеспечения безопасности при поступлении заявления участника криминального судопроизводства, члена его семьи или близкого родственника, обращения руководителя соответствующего Государственного органа;
- обеспечивают охрану помещений и территорий учреждений судебных экспертиз Министерства юстиции Украины и Министерства здравоохранения Украины, а также режима содержания лиц, которые находятся под стражей и направленные на судебно-психиатрическую экспертизу;
- осуществляют оперативно-розыскную деятельность с целью получения оперативной и другой информации о наличии угрозы жизни, здоровью, жилью охраняемых лиц;
- обмениваются информацией с заинтересованными органами и подразделами внутренних дел, другими органами исполнительной власти по вопросам обеспечения безопасности лиц, относительно которых осуществляются меры личной безопасности;

## История
23 июля 1997 года во исполнение постановления (распоряжения) Кабинета Министров Украины министром внутренних дел был издан приказ «О создании специальных подразделений милиции для обеспечения безопасности работников суда, правоохранительных органов, которые принимают участие в уголовном судопроизводстве, членов их семей и близких родственников».
19 ноября 2003 года было утверждено Положение «О специальном подразделе судебной милиции „Грифон“».

## Численность и структура
Первоначально был создан отдельный взвод, позже рота судебной милиции. Со временем численность подразделения была увеличена, а полномочия — расширены.
В 2008 году общая численность сотрудников батальона «Грифон» составляла свыше 200 человек.
К 2014 году спецподразделения «Грифон» (численностью от роты до батальона) были созданы в каждом регионе Украины
В ноябре 2014 года был опубликован проект «Стратегии развития органов внутренних дел Украины», в соответствии с которым в ходе оптимизации структуры МВД Украины предусмотрена ликвидация существующих спецподразделений МВД «Сокол» и «Грифон», вместо которых предусмотрено создание «универсального полицейского спецподразделения по образцу американского SWAT».
Спецподразделение прекратило своё существование 7 ноября 2015 года.
С 2019 года обеспечением безопасности участников судебных процессов занимается Служба судебной охраны.

## Деятельность
В некоторых случаях сотрудники спецподразделения «Грифон» привлекались для обеспечения общественного порядка во время проведения массовых мероприятий:
- так, в сентябре 2010 года сотрудники «Грифона» участвовали в охране «еврейского городка» в Умани[8]
- 22 июня 2011 года, в день 70-летия начала Великой Отечественной войны около 100 сотрудников «Грифона» и сотрудники «Беркута» обеспечивали правопорядок во Львове[9].
- в апреле 2012 года сотрудники «Грифона» участвовали в обеспечении общественного порядка во время проведения футбольных соревнований в Донецке[10]

17 апреля 2012 года во время столкновения в селе Грушовка Купянского района и с. Староверовка Шевченковского района Харьковской области сотрудники спецподразделения «Грифон» обеспечивали защиту сотрудников прокуратуры
В январе 2014 года, во время событий Евромайдана, бойцы спецподразделения участвовали в обеспечении общественного порядка и оказались вовлечены в политический кризис на Украине.
- так, 24 января 2014 года во Львове около 50 активистов львовского Евромайдана заблокировали у здания областной психиатрической больницы автобус с сотрудниками спецподразделения «Грифон», чтобы не допустить их отъезда в Киев, пробили автобусу шины и заставили спецназовцев бросить щиты[12]
- 28 января 2014 года сотрудник львовского «Грифона» Николай Колбаса подал рапорт о увольнении, выразив несогласие с методами разгона Евромайдана[13].

В дальнейшем, сотрудники спецподразделения «Грифон» участвовали в боевых действиях на юго-востоке Украины в составе сводных отрядов милиции региональных управлений МВД

## Техника, вооружение и снаряжение
Специальная подготовка сотрудника спецподразделения проходит в Киевском училище профессиональной подготовки сотрудников милиции и занимает пять месяцев, ещё 30-45 дней занимает стажировка.
В распоряжении спецподразделения имеется автотранспорт (легковые автомашины и микроавтобусы).
На вооружении спецподразделения находятся пистолеты ПМ и «Форт-12», автоматические пистолеты АПС, автоматы АКС-74У и АКМС.
Личный состав спецподразделения обмундирован в униформу чёрного цвета.
Некоторое количество оборудования, предметов экипировки и снаряжения было получено в виде спонсорской помощи:
- так, 29 июля 2014 спецподразделение «Грифон» УМВД Черновицкой области получило в виде благотворительной помощи униформу и снаряжение на сумму 15 тыс. гривен[21]
- 5 августа 2014 спецподразделение «Грифон» УМВД Кировоградской области получило от предпринимателей области две радиостанции, один дальномер, один прибор ночного видения[22] и один электрогенератор[23]
- 31 августа 2014 спецподразделение «Грифон» УМВД Ивано-Франковской области получило от Национального союза художников Украины несколько медицинских аптечек[24]
- 10 сентября 2014 спецподразделение «Грифон» УМВД Черкасской области получило два бронежилета V класса защиты[25].